# Nothing Can Divide Us
A Nothing Can Divide Us című dal az ausztrál Jason Donovan első kimásolt kislemeze a Ten Good Reasons című debütáló stúdióalbumáról. A dal 1988. augusztus 29.-én jelent meg a PWL kiadó gondozásában. A dal mérsékelt siker volt, hazájában Ausztráliában a 3. helyezett volt, és 15 hétig volt slágerlistás.

## Megjelenések
12"  Egyesült Királyság PWL Records – PWLT 17
- A	Nothing Can Divide Us	5:27
- B1	Nothing Can Divide Us (Dub Version) 5:40
- B2	Nothing Can Divide Us (Instrumental) 4:56

## Slágerlista
| Slágerlista (1988)                      | Legjobb helyezések |
| --------------------------------------- | ------------------ |
| Ausztrália (ARIA)                       | 3                  |
| Belgium (Ultratop 50 Flanders)          | 38                 |
| Új-Zéland (Recorded Music NZ)           | 39                 |
| Finnország (Suomen virallinen lista)    | 12                 |
| Írország (IRMA)                         | 3                  |
| Egyesült Királyság (Brit kislemezlista) | 5                  |

## Minősítések
| Ország             | Minősítések | Hivatalos eladások |
| ------------------ | ----------- | ------------------ |
| Ausztrália         | arany       | na                 |
| Egyesült Királyság | ezüst       | 243.600            |

## Külső hivatkozások
- Dalszöveg[9]
- Videóklip[10]